# Krępieniowate
Krępieniowate (Lardizabalaceae Decne.) – rodzina roślin okrytonasiennych. Obejmuje 7–9 rodzajów z 40 gatunkami. Należą tu pnącza (tylko do rodzaju Decaisnea należą krzewy) występujące głównie we wschodniej Azji (od Himalajów po Wietnam i Japonię), tylko dwa rodzaje (Boquila i Lardizabala) rosną w Chile. W rodzimej florze Polski brak przedstawicieli tej rodziny; tylko akebia pięciolistkowa bywa uprawiania jako ozdobna. Niewielkie znaczenie użytkowe ma palecznik chiński (owoce jadalne w Chinach), pnącza dostarczające włókien do wyrobu lin oraz wykorzystywane do trucia ryb. 

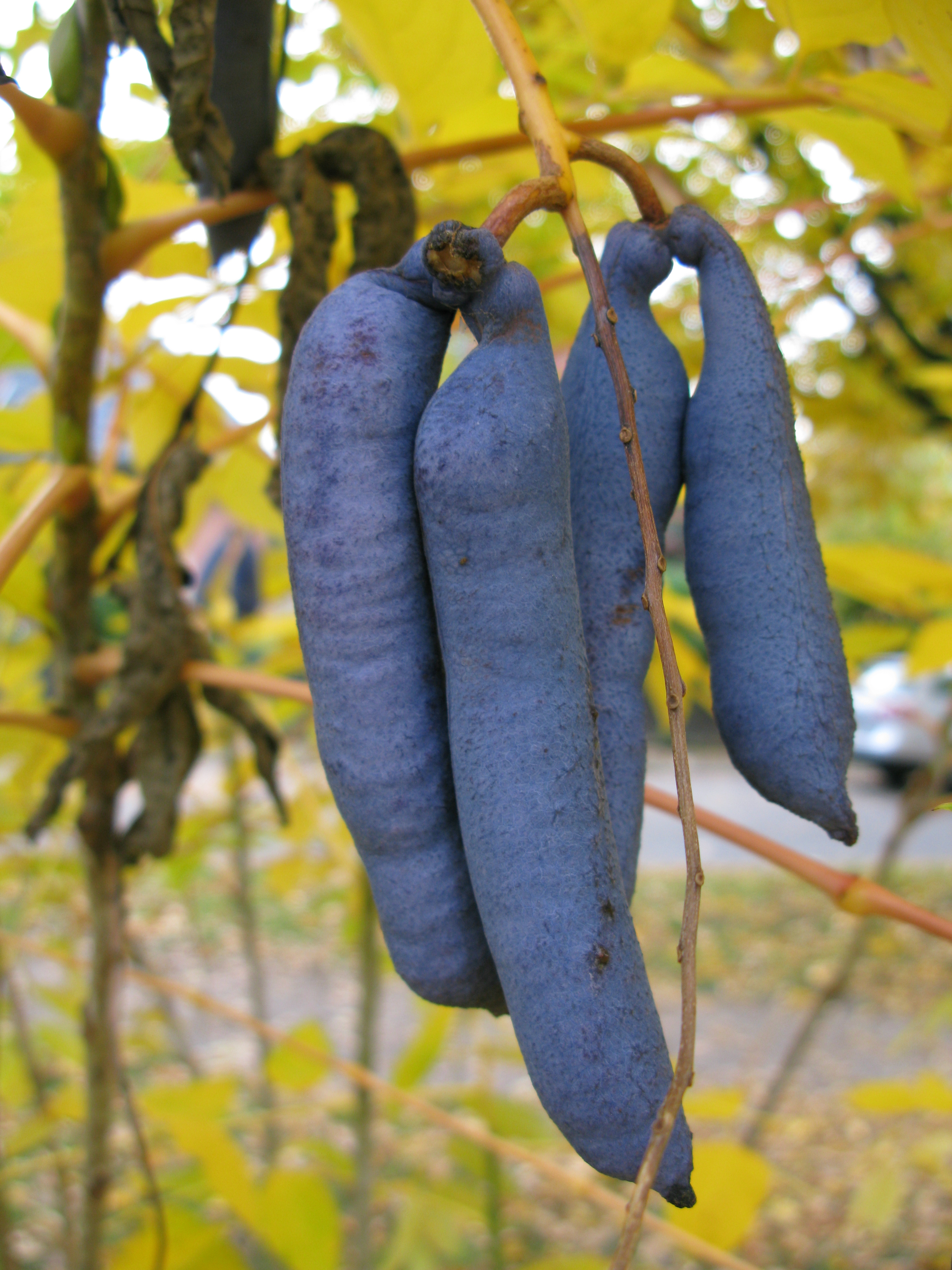
Owoce palecznika chińskiego

## Morfologia
PokrójDrewniejące pnącza, rzadko krzewy (tylko Decaisnea). Rośliny bez cierni.
LiścieSkrętoległe, ogonkowe, zwykle dłoniasto- lub pierzastosieczne i sezonowe (zimozielone tylko u Holboellia). Przylistków zwykle brak (obecne są tylko u  Lardizabala).
KwiatyZwykle jednopłciowe, ale kwiaty obu płci obecne są na tej samej roślinie (rośliny jednopienne). Wyrastają pojedynczo lub częściej zebrane w groniaste kwiatostany wyrastające w kątach liści. Oś kwiatowa jest skrócona. Okwiat złożony jest z trójdzielnych, słabo zróżnicowanych okółków, z których dwa zewnętrzne stanowią kielich, a dwa wewnętrzne (których często też brak) – koronę kwiatu. W kwiatach męskich znajduje się 6 pręcików. Ich nitki są zgrubiałe, mięsiste, a pylniki otwierają się podłużną szparą. Słupkowie w kwiatach żeńskich tworzone jest przez trzy, rzadko (np. u akebia) do 15, wolnych słupków powstających z poszczególnych owocolistków. Ich brzegi nie są zrośnięte i pełnią funkcję znamion.
OwoceMięsiste mieszki i jagody zawierające liczne nasiona lub owoce jednonasienne. W nasionach zarodek jest drobny, silnie rozwinięte jest natomiast bielmo.

## Systematyka
Pozycja systematyczna według APweb (aktualizowany system APG IV z 2016)
Rodzina zaliczana do rzędu jaskrowców (Ranunculales), kladu dwuliściennych właściwych (eudicots). Stanowi grupę siostrzaną dla rodziny Circaeasteraceae, a wraz z nią tworzą grupę siostrzaną dla kladu obejmującego m.in. rodziny berberysowatych i jaskrowatych.
|  | krępieniowate Lardizabalaceae |
|  |                               |
|  | Circaeasteraceae              |
|  |                               |

|  | miesięcznikowate Menispermaceae                                                          |
|  |                                                                                          |
|  | \| \| berberysowate Berberidaceae \| \| \| \| \| \| jaskrowate Ranunculaceae \| \| \| \| |
|  |                                                                                          |
|  | berberysowate Berberidaceae                                                              |
|  |                                                                                          |
|  | jaskrowate Ranunculaceae                                                                 |
|  |                                                                                          |

|  | berberysowate Berberidaceae |
|  |                             |
|  | jaskrowate Ranunculaceae    |
|  |                             |

|  | krępieniowate Lardizabalaceae |
|  |                               |
|  | Circaeasteraceae              |
|  |                               |

|  | miesięcznikowate Menispermaceae                                                          |
|  |                                                                                          |
|  | \| \| berberysowate Berberidaceae \| \| \| \| \| \| jaskrowate Ranunculaceae \| \| \| \| |
|  |                                                                                          |
|  | berberysowate Berberidaceae                                                              |
|  |                                                                                          |
|  | jaskrowate Ranunculaceae                                                                 |
|  |                                                                                          |

|  | berberysowate Berberidaceae |
|  |                             |
|  | jaskrowate Ranunculaceae    |
|  |                             |

|  | krępieniowate Lardizabalaceae |
|  |                               |
|  | Circaeasteraceae              |
|  |                               |

|  | miesięcznikowate Menispermaceae                                                          |
|  |                                                                                          |
|  | \| \| berberysowate Berberidaceae \| \| \| \| \| \| jaskrowate Ranunculaceae \| \| \| \| |
|  |                                                                                          |
|  | berberysowate Berberidaceae                                                              |
|  |                                                                                          |
|  | jaskrowate Ranunculaceae                                                                 |
|  |                                                                                          |

|  | berberysowate Berberidaceae |
|  |                             |
|  | jaskrowate Ranunculaceae    |
|  |                             |

|  | krępieniowate Lardizabalaceae |
|  |                               |
|  | Circaeasteraceae              |
|  |                               |

|  | miesięcznikowate Menispermaceae                                                          |
|  |                                                                                          |
|  | \| \| berberysowate Berberidaceae \| \| \| \| \| \| jaskrowate Ranunculaceae \| \| \| \| |
|  |                                                                                          |
|  | berberysowate Berberidaceae                                                              |
|  |                                                                                          |
|  | jaskrowate Ranunculaceae                                                                 |
|  |                                                                                          |

|  | berberysowate Berberidaceae |
|  |                             |
|  | jaskrowate Ranunculaceae    |
|  |                             |

|  | krępieniowate Lardizabalaceae |
|  |                               |
|  | Circaeasteraceae              |
|  |                               |

|  | miesięcznikowate Menispermaceae                                                          |
|  |                                                                                          |
|  | \| \| berberysowate Berberidaceae \| \| \| \| \| \| jaskrowate Ranunculaceae \| \| \| \| |
|  |                                                                                          |
|  | berberysowate Berberidaceae                                                              |
|  |                                                                                          |
|  | jaskrowate Ranunculaceae                                                                 |
|  |                                                                                          |

|  | berberysowate Berberidaceae |
|  |                             |
|  | jaskrowate Ranunculaceae    |
|  |                             |

|  | krępieniowate Lardizabalaceae |
|  |                               |
|  | Circaeasteraceae              |
|  |                               |

|  | miesięcznikowate Menispermaceae                                                          |
|  |                                                                                          |
|  | \| \| berberysowate Berberidaceae \| \| \| \| \| \| jaskrowate Ranunculaceae \| \| \| \| |
|  |                                                                                          |
|  | berberysowate Berberidaceae                                                              |
|  |                                                                                          |
|  | jaskrowate Ranunculaceae                                                                 |
|  |                                                                                          |

|  | berberysowate Berberidaceae |
|  |                             |
|  | jaskrowate Ranunculaceae    |
|  |                             |

|  | krępieniowate Lardizabalaceae |
|  |                               |
|  | Circaeasteraceae              |
|  |                               |

|  | miesięcznikowate Menispermaceae                                                          |
|  |                                                                                          |
|  | \| \| berberysowate Berberidaceae \| \| \| \| \| \| jaskrowate Ranunculaceae \| \| \| \| |
|  |                                                                                          |
|  | berberysowate Berberidaceae                                                              |
|  |                                                                                          |
|  | jaskrowate Ranunculaceae                                                                 |
|  |                                                                                          |

|  | berberysowate Berberidaceae |
|  |                             |
|  | jaskrowate Ranunculaceae    |
|  |                             |

|  | krępieniowate Lardizabalaceae |
|  |                               |
|  | Circaeasteraceae              |
|  |                               |

|  | miesięcznikowate Menispermaceae                                                          |
|  |                                                                                          |
|  | \| \| berberysowate Berberidaceae \| \| \| \| \| \| jaskrowate Ranunculaceae \| \| \| \| |
|  |                                                                                          |
|  | berberysowate Berberidaceae                                                              |
|  |                                                                                          |
|  | jaskrowate Ranunculaceae                                                                 |
|  |                                                                                          |

|  | berberysowate Berberidaceae |
|  |                             |
|  | jaskrowate Ranunculaceae    |
|  |                             |

Podział rodziny
Wyróżnia się dwie podrodziny, przez niektórych autorów podnoszone do rangi odrębnych rodzin (np. system Cronquista z 1981):
- podrodzina Sargentodoxoideae Thorne & Reveal (syn. Sargentodoxaceae Hutchinson) 
  - Sargentodoxa Rehder & Wilson
- podrodzina Lardizabaloideae Kosteletzky
  - Akebia Decne. – akebia
  - Archakebia Wu, Chen, Qin
  - Boquila Decne.
  - Decaisnea Hook.f. & Thomson – palecznik
  - Holboellia Wall.
  - Lardizabala Ruiz & Pav. – krąpień
  - Sinofranchetia (Diels) Hemsl.
  - Stauntonia DC.

Pozycja w systemie Reveala (1999)
W systemie tym taksonowi odpowiadającemu według APweb i APG II rodzinie krąpieniowatych nadana została ranga rzędu (krępieniowce Lardizabales), podzielonego na trzy rodziny (częściowo odpowiadające w APweb randze podrodzin):
- Decaisneaceae (Takht. ex Quin) Loconte in Loconte (według APweb część podrodziny Lardizabaloideae)
- Lardizabalaceae Decne. – krępieniowate
- Sargentodoxaceae Stapf ex Hutch. (według APweb podrodzina Sargentodoxoideae)

Gromada okrytonasienne (Magnoliophyta Cronquist), podgromada Magnoliophytina Frohne & U. Jensen ex Reveal, klasa Ranunculopsida Brongn., podklasa jaskrowe (Ranunculidae Takht. ex Reveal), nadrząd Ranunculanae Takht. ex Reveal, rząd krępieniowce (Lardizabales Loconte in D.W. Taylor & L.J. Hickey), rodzina krępieniowate (Lardizabalaceae Decne.).